# Trojany
Trojany es una localidad de Polonia, situada entre Wołomin y Varsovia, cerca de Dąbrówka. Se encuentra en el condado de Wołomin, voivodato de Mazovia. En 2014 cuenta con una población de 490 habitantes.[cita requerida]
- Datos: Q7845134
- Multimedia: Trojany, Masovian Voivodeship / Q7845134

1. ↑  Worldpostalcodes.org,código postal n.º 05-252.